# Вормси (општина)
Општина Вормси (ест. Vormsi vald; швед. Ormsö kommun) рурална је општина у западном делу округа Ланема на западу Естоније.
Општина обухвата острво Вормси и неколико мањих суседних острва и заузима територију површине 92,93 km². Једина је острвска општина у округу Ланема.
Према статистичким подацима из јануара 2016. на територији општине живело је 397 становника, или у просеку око 4,3 становника по квадратном километру.
Административни центар општине налази се у селу Хуло у ком живи око стотињак становника.
На територији општине налазе се 14 села.
Острво Вормси је све до Другог светског рата било насељено Швеђанима који су се раселили са тог подручја углавном у совјетском периоду. Од 1992. потпмци некадашњих шведских староседелаца поново се враћају на острво.